# Tyllinge säteri
Tyllinge säteri är en herrgård i Dalhems socken, Västerviks kommun, Småland. Gården ligger vid sjön Tynns norra ände. Väster om herrgården ligger Tyllinge naturreservat.

## Historia
Herrgården finns omnämnd redan 1411 i Diplomatarium Sueceanum och kan sägas vara ett exempel på en medeltida frälsegård. Under 1400-talets andra hälft blev gården utslagen och lagd i ödesmål. Först 1623 dök gården upp i skrifterna igen, då den togs upp av Emerentia Gyllenstierna. Hennes dotter Anna gifte sig med Olof Stake, vilken köpte in flera gårdar och bildade ett större gods.
1740 hamnade gården i Gustaf Johan Duwalls ägo. När denne avled 1749 köptes gården av Duwalls svärfar i tredje giftet och tillika borgmästaren i Västervik, Sven Johansson. Denne gav i sin tur gården till sin dotterson Svante Johan Duwall. Han var dock bara ett barn, varför gården i stället förvaltades av borgmästaren. När han under en marknadsresa föll ur vagnen han färdades i och bröt nacken kom gården i stället att förvaltas av hans dotter. När hon i sin tur avled övertogs gården av Svante Johan och därefter av dennes son, Svante Gustaf. Den äldsta av dennes tre döttrar, Margareta, gifte sig 1844 med Samuel Georg Rosenmüller, varför därefter kom att ägas av en ny släkt.
Gården har sedan dess varit i familjen Rosenmüllers ägo. Se ätten Rosenmüller. Efter Margareta Duwall-Rosenmüllers och Samuel Georg Rosenmüllers död bildades Tyllinge AB, där parets barn ägde de flesta delarna. 1905-1923 utarrenderades gårdens samtliga 60 underliggande gårdar och familjeföretaget sköttes av disponenter som ej var bosatta på godset. 1923 utsågs jägmästaren Georg D Rosenmüller till VD för företaget och fick då gården som tjänstebostad. Sedan 2020 driftas gården av Charlotta och Michael Myhrén Rosenmüller som också bor på herrgården med familj.

## Herrgården
Tyllinge herrgård karaktären av en småländsk karolinergård. Till huvudbyggnaden finns två stycken flyglar som sluter förgården och bildar en cour d'honneur. Huvudbyggnadens äldsta delar är från 1630 då herrgården byggdes i liggtimmer. Syllarna är av ek och övrig timmer av kärnfuru.
På 1680-talet hade herrgården två våningar med 21 rum. När släkten Duwall övertog ägarskapet 1740 byggdes gården om och då tillkom ett kokavt valmat sadeltak med rosettfönster i takfallet mot gårdsplanen. 1884 byggdes herrgården till med ett stort fyrkantigt torn vid husets västra gavel. I samband med detta tillkom också en veranda och en altan. Dessa tillbyggnationer revs emellertid i samband med en omfattande renovering 1937-1938 och herrgården återfick därmed sitt utseende från 1740-talet. Man gjorde även om den kyrksal som Margareta Duwall låtit uppföra på 1840-talet till en matsal.
Corps de logiet omfattar ett tjugotal rum och delas i två hälfter av en trapp. Herrgårdens västra del innehåller sovplatser i båda våningarna medan det i den östra delen finns kök och matsal på nedervåningen och hall, herrum, förmak och salonger på övervåningen. Herrgården har kvar samma rumsindelning som på 1600-talet. Fram till 1937 var fasaden gråpatinerad och omålad, men under renoveringen rödmålades den och spåntaket byttes ut mot ett tegeltak. I samband med renoveringen tillkom även pilastrar på fasaden.
Herrgården har fyra flyglar. Den västra flygeln närmast herrgården kallas för "Mässen" och användes tidigare för representation. Under 1850- och 1860-talen fanns där en tillbyggnad som användes som Sveriges första ålderdomshem för tjänare. Tillbyggnaden revs 1953. Den intilliggande flygeln har tidigare varit postkontor och används i dag som bostad och kontor. Den östra flygeln närmast herrgården har tidigare fungerat som handelsbod och den intilliggande, enklare flygeln som förråd.

## Areal
Under slutet av 1800-talet hade godset cirka 20 000 hektar skog. Runt år 1900 såldes delar av skogen av för att kunna köpa kor. År 1974 genomfördes ett arvskifte då stora delar av skogen såldes. 
Från och med 2020 omfattar godset 1142 hektar.